# جون إم. بيترز
جون إم. بيترز هو محامي وسياسي أمريكي، ولد في 17 يناير 1927 في روشستر في الولايات المتحدة، وتوفي في 4 فبراير 2013 في فورت دودج في الولايات المتحدة. نشط حزبياً في Republican Party of Iowa ‏ والحزب الجمهوري. وقد انتخب عضو مجلس نواب ولاية آيوا ‏.